# Per Vidar Kjølmoen
Per Vidar Kjølmoen (* 3. Mai 1973) ist ein norwegischer Politiker der sozialdemokratischen Arbeiderpartiet (Ap). Seit 2021 ist er Abgeordneter im Storting.

## Leben
Kjølmoen stammt aus der Kommune Inderøy. Er studierte bis 2000 Staatswissenschaften an der Technisch-Naturwissenschaftlichen Universität Norwegens (NTNU). Er arbeitete von 2002 bis 2008 als Journalist und Redakteur bei der Lokalzeitung Åndalsnes avis. Anschließend begann er als Pressechef der Fylkeskommune Møre og Romsdal zu arbeiten. Bei der Fylkestingswahl 2007 zog er erstmals in das Fylkesting von Møre og Romsdal ein. In den Jahren 2019 bis 2021 fungierte er als Fylkesvaraordfører, also als stellvertretender Fylkesordførder. Im Jahr 2013 wurde er zudem zum Vorsitzenden der Arbeiderpartiet in Møre og Romsdal gewählt.
Kjølmoen zog bei der Parlamentswahl 2021 erstmals in das norwegische Nationalparlament Storting ein. Dort vertritt er den Wahlkreis Møre og Romsdal und wurde zunächst Mitglied im Wirtschaftsausschuss. Im Wirtschaftsausschuss übernahm er im November 2021 den stellvertretenden Vorsitz. Zudem wurde er im November 2021 Mitglied im Arbeiderpartiet-Fraktionsvorstand. Im Oktober 2023 wechselte Kjølmoen in den Arbeits- und Sozialausschuss. Zugleich schied er aus dem Fraktionsvorstand aus.